# 千葉博人
千葉 博人（ちば ひろひと）は日本の経営者。京都情報大学院大学の教授である。

## 経歴
- 第一種情報処理技術者
- 北海道工業大学（現北海道科学大学）工学部経営工学科卒業
- 株式会社徳川システム代表取締役[2]
- 札幌商工会議所情報・メディア部会役員
- 元札幌市青少年科学館天文指導員
- 元一般社団法人北海道IT推進協会理事
- 北海道コンピュータ関連産業健康保険組合互選議員[3]
- 元スタートレック ネットワーク ジャパン代表[4]
- スタートレック日本語公式サイト主宰[5]
- 元京都情報大学院大学客員教授
- KCG資料館（コンピュータミュージアム）館長[1]

## 特許
- 千葉博人「静的磁気記憶装置とその製造方法」,特願平4-250373,特開平6-076561,公開日:1994年3月18日
- 千葉博人「インターネット電話器インターフェース装置」,特願2000-289589,特開2002-064653,公開日:2002年2月28日
- 千葉博人,寺田誠「パーソナルビデオアフレコ装置」,特願2000-315878,特開2002-084486,公開日:2002年3月22日
- 千葉博人「電子書籍プログラム及び電子書籍装置」,特開2013-073453号,特許番号:特許第5755095号,公開日:2013年4月22日

## 学術論文
- 千葉博人「音楽の数値的分析結果の音楽検索への応用」、NAID 10024664153。 査読なし

## 書籍（著作,翻訳,監修）
- 共著・監修「スタートレック アルティメット」株式会社ぶんか社 2001年ISBN 4821107058
- 共著・監修「スタートレック ザ・ネクストジェネレーション オフィシャルガイドブック1」株式会社ぶんか社 2002年ISBN 9784821107506
- 共著・共訳・監修「スタートレック ファクトファイル Vol.1～Vol.314」株式会社デアゴスティーニ・ジャパン 週刊 2003年～2009年[6]
- 共訳・監修「スタートレック ベストエピソードコレクション Vol.1～Vol.135」株式会社デアゴスティーニ・ジャパン 隔週刊 2006年～2011年[7][8]
- 共著・監修「ディズニー ドリームファイル Vol.1～Vol.111」株式会社デアゴスティーニ・ジャパン 週刊 2009年～2011年[9][10]
- 共著・監修「スタートレック ネットワーク ジャーナル」株式会社ティー・オー・エンタテインメント 2013年ISBN 9784864721479
- 共著・共訳・監修「スタートレック スターシップコレクション Vol.1～Vol.160」株式会社デアゴスティーニ・ジャパン 隔週刊 2013年～2020年[11]
- 千葉博人監修,京都コンピュータ学院KCG資料館（コンピュータミュージアム）著「パーソナルコンピュータ博物史」,講談社ビーシー,144p,2017年3月16日 ISBN 9784062205634
- 共訳・監修「スタートレック シップヤード Vol.1 & Vol.2」アッシュクリエイティブ 2019年11月 ISBN 9784813516217ISBN 9784813516224
- 共訳・監修「スタートレック エンタープライズD Vol.1～Vol.6」株式会社デアゴスティーニ・ジャパン 隔週刊 2021年[12]
- 翻訳・監修「スタートレック ユニバース スターシップコレクション Vol.1～」株式会社デアゴスティーニ・ジャパン 2022年[13]

## iPadアプリ
- 企画・仕様設計・共訳・監修「スタートレック ザ・ネクストジェネレーション インタラクティブ・テクニカルマニュアル」データハウスビーグル 2013年[14]
- 企画・仕様設計・吹替翻訳監修「スタートレック クリンゴン」データハウスビーグル 2013年[15]

## パソコンソフト
- 共訳・吹替翻訳・吹替監督・監修「スタートレック：ドミニオンウォーズ」株式会社デジキューブ 2001年[16]
- 共訳・吹替翻訳・吹替監督・監修「スタートレック：ザ・フォールン」株式会社デジキューブ 2002年[17]

## DVD
- 企画・仕様設計・吹替翻訳・吹替監督・監修「スタートレック：ボーグ」パイオニアLDC株式会社 2000年 ASIN:B00005FXNX
- 吹替翻訳・吹替監督「バイオグラフィー レナード・ニモイ」パイオニアLDC株式会社 2001年 ASIN:B00005NS52

## 受賞
- 「スタートレック ザ・ネクストジェネレーション インタラクティブ・テクニカルマニュアル」APPLE app ストア アプリランキング トップ有料 第1位 2013年10月23日